# Pomník Válčícím s komunismem
Pomník Válčícím s komunismem, polsky Pomnik Walczącym z Komunizmem nebo také Pomnik Żołnierzy Podziemia Niepodległościowego, je kamenný památník na náměstí a parku Plac Wolności ve čtvrti Stare Miasto města Opole v jižním Polsku. Nachází se také v Opolském vojvodství a geomorfologickém celku Pradolina Wrocławska.

## Historie a popis památníku
Pomník Válčícím s komunismem je tvořen jednoduchou žulová deskou a je věnován památce všech ozbrojených bojovníků za nezávislost a antikomunistickému „podzemnímu“ odboji, kteří v letech 1944 až 1956 bojovali za svobodné Polsko. Na vrcholu pomníku je vyobrazena silueta polského korunovaného orla a pod ním je heslo polské armády:
| „ | Bóg Honor Ojczyzna | Bůh Čest vlast | “ |

Ještě níže na desce je uveden úryvek z textu písně od Tadeusze Sikory „Żołnierzom Narodowych Sił Zbrojnych“ (Vojákům národních ozbrojených sil). Pomník byl postaven v roce 2006 u barevné mozaikové fontány (Fontanna na Placu Wolności).

## Další informace
Místo je celoročně volně přístupné.

## Galerie

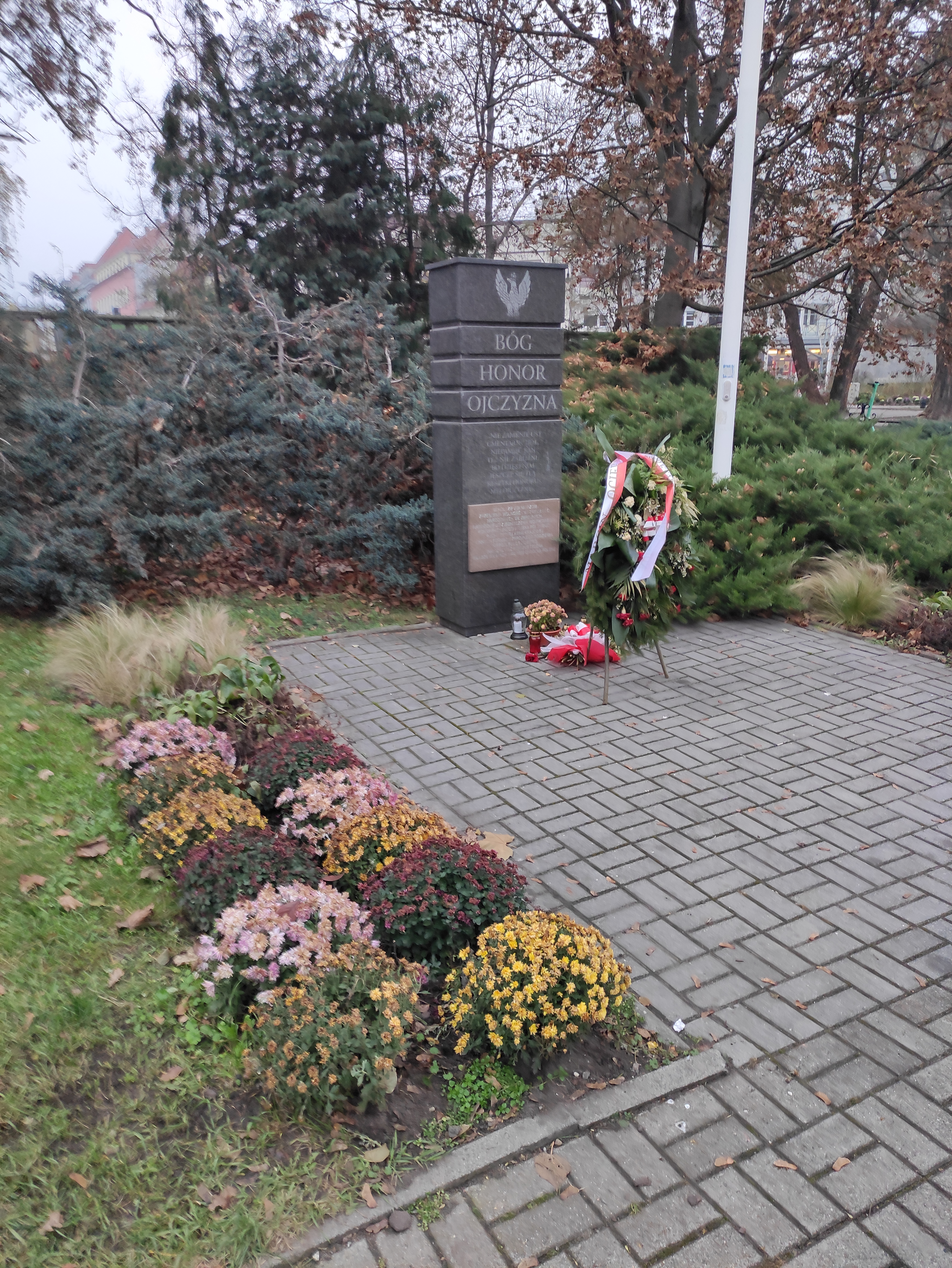
Pietní místo před pomníkem